# Згорње Лазе
Згорње Лазе (словен. Zgornje Laze) су насељено место у општини Горје, Горењска регија, Словенија.

## Историја
До територијалне реорганизације у Словенији било је у саставу старе општине Радовљица.

## Становништво
У попису становништва из 2011. године, Згорње Лазе је имало 79 становника.
| Број становника према пописима | Број становника према пописима | Број становника према пописима |
| ------------------------------ | ------------------------------ | ------------------------------ |
| 1991                           | 2002                           | 2011                           |
| 57                             | 62                             | 79                             |

Напомена: Године 1985. настала издвајањем дела из насеља Сподње Горје.